# Jõgeva kommun
Jõgeva kommun (estniska: Jõgeva vald) är en kommun i landskapet Jõgevamaa i östra Estland. Kommunen ligger cirka 120 kilometer sydost om huvudstaden Tallinn. Staden Jõgeva utgör kommunens centralort.
Den nuvarande kommunen bildades den 24 oktober 2017 genom en sammanslagning av dåvarande Jõgeva kommun med Jõgeva stad, Palamuse kommun, Torma kommun (förutom byn Võtikvere), en del av Puurmani kommun (byarna Jõune, Pööra, Saduküla och Härjanurme) samt en del av Pajusi kommun (byn Kaave).

## Geografi
Terrängen i kommunen är platt.

### Klimat
Trakten ingår i den hemiboreala klimatzonen. Årsmedeltemperaturen i trakten är 5,8 °C. Den varmaste månaden är juli, då medeltemperaturen är 17,5 °C, och den kallaste är februari, med −5,1 °C.

## Orter
I Jõgeva kommun finns en stad, sju småköpingar samt 89 byar.

### Städer
- Jõgeva (centralort)

### Småköpingar
- Jõgeva
- Kuremaa
- Laiuse
- Palamuse
- Sadala
- Siimusti
- Torma

### Byar
- Alavere
- Eerikvere
- Ehavere
- Ellakvere
- Endla
- Härjanurme
- Imukvere
- Iravere
- Jõune
- Järvepera
- Kaarepere
- Kaave
- Kaera
- Kaiavere
- Kantküla
- Kassinurme
- Kassivere
- Kaude
- Kivijärve
- Kivimäe
- Kodismaa
- Koimula
- Kudina
- Kurista
- Kõnnu
- Kõola
- Kärde
- Laiusevälja
- Leedi
- Lemuvere
- Liikatku
- Liivoja
- Lilastvere
- Luua
- Lõpe
- Mooritsa
- Mullavere
- Mõisamaa
- Nava
- Näduvere
- Ookatku
- Oti
- Paduvere
- Painküla
- Pakaste
- Palupere
- Patjala
- Pedja
- Pikkjärve
- Praaklima
- Pööra
- Raadivere
- Raaduvere
- Rahivere
- Rassiku
- Reastvere
- Rohe
- Ronivere
- Rääbise
- Saduküla
- Selli
- Soomevere
- Sudiste
- Sätsuvere
- Süvalepa
- Tealama
- Teilma
- Tooma
- Toovere
- Tuimõisa
- Tõikvere
- Tähkvere
- Vaiatu
- Vaidavere
- Vaimastvere
- Vana-Jõgeva
- Vanamõisa
- Vanavälja
- Varbevere
- Vilina
- Viruvere
- Visusti
- Võduvere
- Võidivere
- Võikvere
- Vägeva
- Väljaotsa
- Õuna
- Änkküla

## Kommunvapnet
Inför bildandet av den nuvarande kommunen utlystes en designtävling med syfte att införa ett nytt kommunvapen. 23 deltagare skickade då in totalt 36 bidrag. Vid ett sammanträde den 14 december 2017 beslutade Jõgeva kommunfullmäktige att utse bidraget "Celcius" av Marju Pottisepa som vinnare av tävlingen. 
Tinnskuran syftar på slottet Lais medan snöflingan syftar på att man i Jõgeva år 1940 mätte upp den lägsta temperaturen i Estland någonsin. Snöflingans grenar är utformade som klöverblad, detta som en referens till de vapen som de tidigare kommunerna Jõgeva, Palamuse och Torma förde. Den blå färgen står för sjöarna i området.

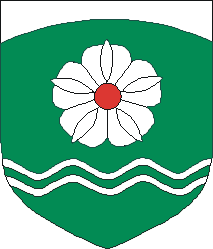
Jõgeva gamla kommunvapen från 1995.
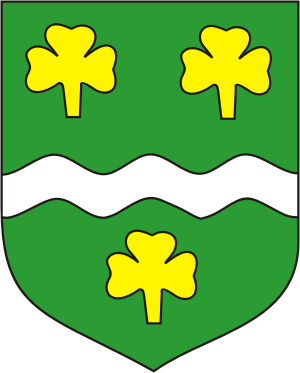
Jõgeva stadsvapen från 1994.
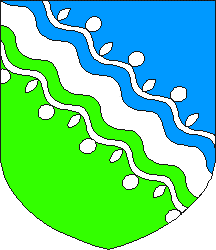
Pajusi kommunvapen från 1997.
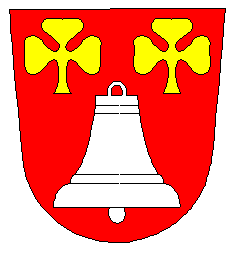
Palamuse kommunvapen från 1994.
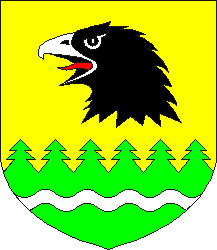
Puurmani kommunvapen från 2000.
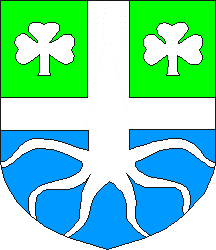
Torma kommunvapen från 1998.